# Каамулан
Фестиваль Каамулан — этнический культурный фестиваль, ежегодно проводимый в городе Малайбалай (Букиднон, Филиппины) со второй половины февраля по 10 марта — день основания провинции Букиднон.
Единственный полностью этнический карнавал на Филиппинах собирает представителей 7 этнических групп: букиднон, хигаонон, талаандиг, манобо, матигсалуг, тигваханон и умаямнон. Когда-то эти народности населяли всю территорию провинции.
В переводе с языка букинид слово «амул», означает «собирать», что символизирует собирательство во всех смыслах: это и ритуальные сборы людей, и свадебные церемонии, и поклонения будущему урожаю и мирным намерением.
Каамулан начинался как фестиваль 15 мая 1974 года во время празднования фиесты в тогдашнем муниципалитете Малайбалай. Городской чиновник подумал о том, чтобы пригласить в город несколько коренных жителей, и заставить их исполнить несколько танцевальных шагов на площади Ризал, чтобы оживить празднование фиесты. Однако празднование оказалось очень популярным, и вместе с национальным охватом фестиваль Каамулан стал региональным фестивалем Северного Минданао, как объявил Совет регионального развития региона 10 16 сентября 1977 года. Раньше Каамулан проводился в первую неделю сентября, но в 1996 году он был перенесен на нынешнюю дату, чтобы объединить его с празднованием основания провинции, пока в 2014 году он не был перенесен на август в связи со 100-летия со дня основания Букиднон. Фестиваль был отмечен как имеющий большой потенциал для включения в список ЮНЕСКО.

## История

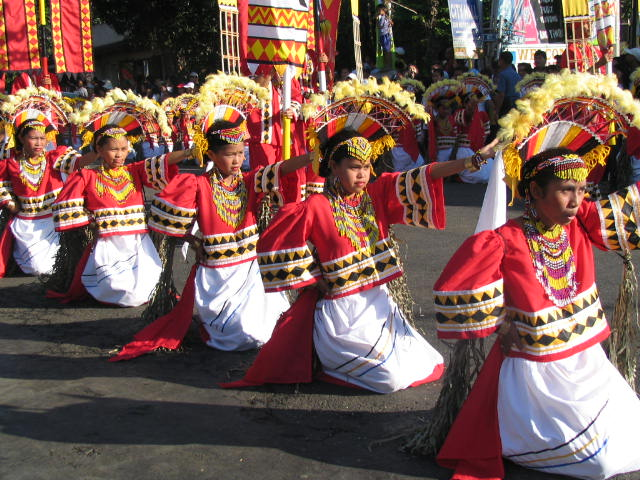
Уличные танцы, одно из главных событий фестиваля Каамулан

- Конец 1960-х — начало 1970-х годов. Различные люди в провинции предприняли попытки организовать праздник в честь вклада коренных народов Букиднона в культуру Букиднона.
- 15 мая 1974 г. — Концепция Каамулана была разработана вице-мэром муниципалитета Малайбалай Эдилберто Мамавагом, который пригласил несколько коренных жителей племени Букиднон во время празднования городской фиесты в честь покровителя Малайбалая Святого Сан-Исидро Лабрадор. Мамаваг думал, что несколько танцевальных шагов туземцев на площади Ризал оживят посетителей фиесты.
- 16 сентября 1977 г. — Каамулан был принят в качестве регионального фестиваля Северного Минданао резолюцией Совета регионального развития
- 25-27 ноября 1977 г. — Первый организованный фестиваль Каамулан прошёл в провинции Букиднон при поддержке правительства провинции[5].
- 1978-1998 — Каамулан проводился каждую первую пятницу сентября.
- 1999 г. — дата Каамулана перенесена с сентября на вторую половину февраля до 10 марта, для объединения с празднованием Дня основания провинции Букиднон[6]
- 2002 г. — президент Глория Макапагал-Арройо украсила торжество, на котором несколько местных женщин оделись в национальные костюмы. К мероприятиям фестиваля добавились Первое соревнование по бездорожью в Каамулане и Первый фестиваль приглашенных стрелков в Каамулане[6]. Впервые была проведена выставка современного искусства Бансаген, выставка была организованна группой художников из Букиднона.
- 2006 г. — Проведена Первая национальная фольклорная конференция, приуроченная к празднованию Каамуланского фестиваля. Была проведена клиника по написанию песен коренных народов для студентов и широкой публики[7]. Чемпионом конкурса уличных танцев является муниципалитет Малитбог.
- 2007 г. — отмечается 30-летие фестиваля Каамулан в провинции с момента его официального основания (1977 г.). Тема праздника — «Духовное пробуждение»[7]. Также отмечается празднование 90-летия основания провинции Букиднон. Муниципалитет Кибаве выиграл конкурс уличных танцев, за ним последовали Талакаг и город Малайбалай. Китаотао выиграл соревнование по плаванию, за ним последовали Кадингилан и Кибаве.

## Семь племен Букиднон
Типичные коренные жители этой провинции в целом разделяются на две этнические группы: букиднон и манобо. Букиденьо обладают отличными физическими характеристиками, которые можно описать как небольшое телосложение, относительно высокий нос и цвет губ от среднего и коричневого до светлого. Они говорят на бинукиде, который отличается повышенным пониженным тоном, в отличие от других диалектов. В то время как манобо представляет собой смесь негрито и имеет небольшое тело, темную кожу, вьющиеся волосы и широкий или плоский нос. В социальном плане так называемые букидноны живут на относительной равнине плато Букиднон и уже приняли христианские обычаи и используют современные технологии, в то время как манобо живут в горах и не хотят смешиваться с христианами и другими людьми. Считается, что букиднон находится на более продвинутой стадии развития и разработали собственные культуру и традиции.
Племена букиднон были классифицированы как низменные и социально культурные христиане, перенимающие современные технологии за счет улучшения уровня образования. Это следующие:
| Племя      | Классификация |
| ---------- | --- |
| Талаандиг  | Люди из Талакага, которые решили называть себя таковыми, когда Панамин взял их под опеку с 18 сентября 1975 года. Женщины этого племени являются опытными вышивальщицами и мастерами лоскутного шитья. Они полусидячие. |
| Манобо     | Эти люди являются уроженцами муниципалитетов Пангантукан, Калиланган и Кадингилан. Манобо в Кадингилане смешаны с мусульманами. Они говорят на архаичном языке, который не могут понять жители равнинных Букиднон и другие этнические группы провинции. Другие жили в муниципалитетах Дон Карлос, Китаотао, Кибаве, Кесон и Дамулог. |
| Умаямнон   | Букиднон Манобоочень кочевой с прекрасными навыками вышивки бисером и украшений из латуни. Эти люди живут вдоль водораздела реки Умаям. Они сдержанные, тихие и светлокожие, с выступающими скулами и носят вышитый бисером тюрбан без волос.                                                                                        |
| Матигсалуг | Жители реки Салуг, особенно в Калангангане, Сан-Фернандо, Букидноне и некоторые в Симоде. |
| Тигвахонон | Люди на водоразделе реки Тигва и в долине Тигва-салуг. Это громкоговорящие люди и торговцы среди этнических групп, проживающих в глубинке. |
| Хигаонон   | Они расположены в провинциях Агусан-дель-Сур, Восточный Мисамис и Букиднон. Посадка риса, кукурузы и овощей — их средства к существованию. |
| Букиднон   | Жители низин. Аккультурированные букиднонцы, которые адаптировали христианские обычаи и использующие современные технологии, живут в низинах среди христиан. |